# Mâchecourt
Mâchecourt é uma comuna francesa na região administrativa de Altos da França, no departamento de Aisne. Estende-se por uma área de 10,08 km². Em 2010 a comuna tinha 125 habitantes (densidade: 12,4 hab./km²).